# Гельман, Павел Александрович
Павел Александрович Гельман (род. 17 февраля 1967 года, Ленинград) — российский сценарист, писатель. Автор книги «Правила жизни философа Якова». Член Академии российского телевидения.

### Биография
Сын драматура Александра Гельмана и журналистки Татьяны Калецкой. Внук филолога П. И. Калецкого.
Учился в Школе-Студии МХАТ на отделении драматургии (мастера — Александр Галин, Григорий Горин, Анатолий Смелянский).
С 2005 года работает как сценарист для российских телеканалов. Более 30 проектов в фильмографии.
В марте 2018 года по сценарию Павла Гельмана (при участии Михаила Соколовского) вышел сериал «Этюды о свободе». Режиссер - Владимир Мирзоев.
В 2018 в издательстве Новое литературное обозрение (НЛО) вышла книга Павла Гельмана «Правила философа Якова». Эта книга «возникла» из Facebook, где Гельман в течение года писал истории о маргинальном философе Якове. Яков не идеален  — он тщеславен, алчен и суетлив, но одновременно с этим он мудрый и рассудительный персонаж. Иллюстрации к книге принадлежат Константину Батынкову, одному из ведущих российских художников.
В 2021 году книга вышла в Германии и в Италии. В ближайшее время книга будет издана во Франции и в Колумбии. Идут переговоры с другими странами. В своей статье о философе Якове известный итальянский славист и переводчик Стефано Гардзони назвал Якова «новым Сократом».
В 2021 году в издательстве «Новое литературное обозрение» вышла вторая книга о философе Якове — «Новые правила философа Якова» . Снова с иллюстрациями Константина Батынкова.
В ноябре 2021 года в галерее «Открытый клуб» состоялась выставка Павла Гельмана и Константина Батынкова «Герои и мифы». Выставка — редкий пример сотрудничества писателя и художника. Герои выставки — известные персонажи мировой культуры: Ахматова, Кафка, Бродский, Солженицын, князь Мышкин, Гамлет и другие.